# Centre d'art contemporain de Pontmain

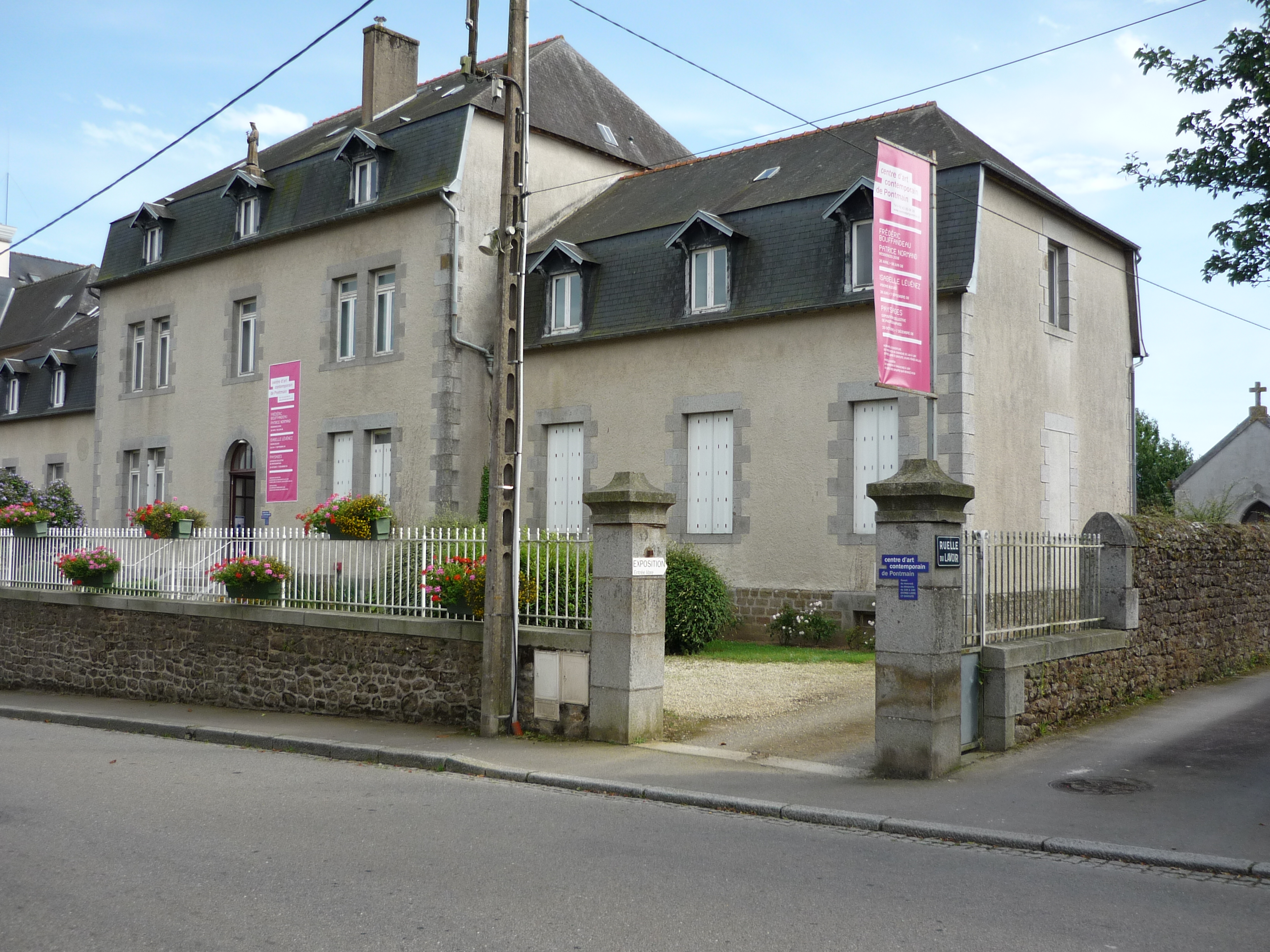
Le centre d'art contemporain de Pontmain

Le centre d'art contemporain de Pontmain est un lieu d'exposition d'art contemporain situé en Mayenne.

## Historique
Le Centre d’Art Contemporain de Pontmain a ouvert ses portes en 1999 sous l’impulsion de la Commune de Pontmain, la communauté de communes du Bocage Mayennais et de ses partenaires financiers qui sont le conseil général de la Mayenne, la Région des Pays de la Loire et la DRAC (Direction régionale des Affaires culturelles) Pays de la Loire. 
En 2010, le centre d'art a fait l'objet de travaux visant à développer le potentiel des trois niveaux du lieu. À son ouverture en 1999, seul le rez-de-chaussée avait été réhabilité afin de dégager un espace d’exposition de 130 m2. Après plus de dix années d’existence, le centre d'art s’est offert une cure de jouvence et s’est agrandi pour offrir au public et aux artistes des espaces nouveaux : salle d'arts plastiques, appartements, atelier, etc.

## Le projet
Depuis sa création en 1999, le centre d’art contemporain de Pontmain oriente son activité selon trois axes :
- le soutien à la création à travers l’accueil d’artistes en résidence chaque printemps et l’attribution d’une bourse de création ;
- la sensibilisation à l’art contemporain grâce aux activités de médiation développées autour des expositions ;
- la diffusion de l'art contemporain à travers ses trois expositions annuelles : printemps, été, automne.

L’accueil de deux artistes en résidence est l'une des missions prioritaires du centre d'art de Pontmain. Ce rendez-vous se renouvelle chaque année depuis le printemps 2000. Les résidences permettent aux artistes de s'investir sur une période d’un mois environ à Pontmain et de créer ainsi un projet spécifique, en résonance avec le lieu. Ce dispositif qui favorise la production d'œuvres originales est un moment privilégié pour multiplier les échanges entre les artistes et le public.
La sensibilisation des publics à l'art contemporain est un enjeu fondamental du centre d'art. C'est pourquoi il s'est engagé à multiplier les actions de médiation, notamment en direction des plus jeunes, par le biais de visites et d’ateliers de pratiques artistiques. 